# Голямоклюна врана
Голямоклюната врана (Corvus macrorhynchos) е вид птица от семейство Вранови (Corvidae).

## Разпространение
Видът е разпространен в Афганистан, Бутан, Виетнам, Индия, Индонезия, Източен Тимор, Камбоджа, Китай, Лаос, Малайзия, Мианмар, Непал, Пакистан, Русия, Северна Корея, Сингапур, Тайланд, Филипините, Южна Корея и Япония.